# Kim Haengsook
Det här är en artikel om en person med koreanskt personnamn; Kim är familjenamnet.
Kim Haengsook (김행숙), född 1970 i Seoul, är en sydkoreansk poet. Hon har fram till 2014 publicerat fyra diktsamlingar, och även varit verksam som kritiker och essäförfattare.

## Biografi
Kim Haengsook studerade som ung koreanska för språklärare vid Koreas universitet, där hon också tog flera examina i koreansk litteratur. Hennes litterära debut skedde 1999, när tidningen Hyundae Munhak tryckte "Ppul" (뿔; 'Horn') samt några andra av hennes dikter.
Kim är i första hand förknippad med den futuristiska skolan inom koreansk poesi. Denna inriktning trädde fram under åren efter millennieskiftet, i samband med att en ny generation poeter började författa experimentella verk som bröt med den sydkoreanska lyriska traditionen.
Kims första diktsamling Sachungi (사춘기, 'Ungdom'), från 2003, förlänade henne kritikerrosor och uppmärksamhet för sin okonventionella stil. Hon belönades 2009 med det nionde Nojak-litteraturpriset, 2015 med den första upplagan av Jeon Bongeon-litteraturpriset och året efter för den 16:e upplagan av Midang-litteraturpriset.
Kim Haengsook var tidigare redaktör för kvartalstidskriften World Literature. Numera arbetar hon som lärare i koreansk litteratur vid Kangnam-universitetet.

## Skrivande
Kim Haengsooks verk har av författaren och litteraturkritikerna Lee Jangwook beskrivits som "ett symptom på den samtida poesin" som "erövrat en ny typ av lyrisk känsla". Ända sedan hennes första diktsamling Sachungi har den främmande och tvetydiga karaktären hos hennes dikter utmanat läsarna att finna nya sätt att tolka dem, utöver den uppenbara betydelsen och de språkliga bilderna. I en kommentar till hennes andra diktsamling Ibyeoreui neungryeok (2007), menar litteraturkritikern Shin Hyeon-cheol att Kim "inte skriver utifrån någon intuition utan med sinnelaget hos en programmerare" som "klarar av att träda in i en alldeles särskild känslovärd och att bjuda in läsarna i den."
Kims språk är öppet till olika tolkningar. Det har beskrivits som "glidande och flytande tvärs genom det som betyder något och det som får betydelse". Litteraturkritikern Shin Hyeon-cheol noterar att Kim "bryter ner världen i känslopartiklar och att hon tillåter jaget att bli olika farkoster för varje enskild känsla. Hennes poesi är fritt fantastisk och oegoistiskt objektiv."
Kims tredje diktsamling Tainui uimi, från 2010, visar fram en delvis ny stil. Känslans världar från tidigare dikter kvarstår, men här fokuserar hon på de upplevelser som föds ur relationen mellan jaget och den som jaget möter. Jaget strävar efter att nå fram till den andra, misslyckas och accepterar ensamhetens öde.

### Diktsamlingar
- Sachungi (사춘기, 'Ungdom'; 문학과지성사/Moonji, 2003)
- Ibyeoreui neungryeok (이별의 능력, 'Kraften att gå iväg'; 문학과지성사/Moonji, 2007)
- Tainui uimi (타인의 의미, 'Betydelsen av andra'; 민음사/Minumsa, 2010)
- 『에코의 초상』('Porträttet av ekon'; 문학과지성사/Moonji, 2014)

### Kritik
- 『문학의 새로운 이해』('En ny förståelse av litteraturen'; 소명출판/Somyung Books, 2004)
- 『문학이란 무엇이었는가』('Vad var litteratur?'; 소명출판/Somyung Books, 2005)
- 『창조와 폐허를 가로지르다』('Korsa skapande och ruin'; 소명출판/Somyung Books, 2005)

### Essäsamlingar
- 『마주침의 발명』('Uppfinningen av möten'; 케포이북스/Kephoi Books, 2009)
- 『에로스와 아우라』('Eros och Aura'; 민음사,/Minumsa, 2012)

## Utmärkelser
- 2009 – Nojak-litteraturpriset
- 2015: Jeon Bonggeon-litteraturpriset
- 2016: Midang-litteraturpriset

### Fotnoter
1. ↑  Korean Authority File, KRNLK-ID: KAC201010920.[källa från Wikidata]
2. ↑  ”김행숙 | Digital Library of Korean Literature (LTI Korea)” (på engelska). library.klti.or.kr. http://library.klti.or.kr/node/111. Arkiverad 4 september 2017 hämtat från the Wayback Machine. ”Arkiverade kopian”. Arkiverad från originalet den 4 september 2017. https://web.archive.org/web/20170904110546/http://library.klti.or.kr/node/111. Läst 24 september 2019.
3. ↑  ”Translation Tuesday: Two Poems by Kim Haengsook - Asymptote Blog” (på engelska). www.asymptotejournal.com. http://www.asymptotejournal.com/blog/2017/05/16/translation-tuesday-two-poems-by-kim-haengsook-2/.
4. ↑  admin. ”Kim Haengsook” (på koreanska). Seoul International Writers' Festival. Arkiverad från originalet den 2017-09-04. https://web.archive.org/web/20170904151749/http://en.siwf.klti.or.kr/bbs/board.php?bo_table=B_02&wr_id=5. Läst 24 september 2019. Arkiverad 4 september 2017 hämtat från the Wayback Machine. ”Arkiverade kopian”. Arkiverad från originalet den 4 september 2017. https://web.archive.org/web/20170904151749/http://en.siwf.klti.or.kr/bbs/board.php?bo_table=B_02&wr_id=5. Läst 24 september 2019.
5. 1 2  BiscuitPress.kr. ”에코의 초상 | 문학과지성사” (på koreanska). moonji.com. http://moonji.com/book/8613/.
6. 1 2  Shin, Hyeong-cheol (2007). ”시뮬라크르를 사랑해”. 이별의 능력. Moonji
7. ↑  BiscuitPress.kr. ”이별의 능력 | 문학과지성사” (på koreanska). moonji.com. http://moonji.com/book/5802/.
8. ↑  시치. ”김행숙  <이별의 능력> 외 12 편”. Daum블로그. http://blog.daum.net/_blog/BlogTypeView.do?blogid=0BmNw&articleno=16904967&categoryId=990474&regdt=20091002161836. Läst 4 september 2017.